# Hud (sourate)
Hud (arabe : سُورَةُ هُودٍ, français : Houd) est le nom traditionnellement donné à la 11e sourate du Coran, le livre sacré de l'islam. Elle comporte 123 versets. Rédigée en arabe comme l'ensemble de l'œuvre religieuse, elle fut proclamée, selon la tradition musulmane, durant la période mecquoise.

## Origine du nom
Bien que le titre ne fasse pas directement partie du texte coranique, la tradition musulmane a donné comme nom à cette sourate Houd, en référence au prophète de l'islam Houd.

## Historique
Il n'existe à ce jour pas de sources ou documents historiques permettant de s'assurer de l'ordre chronologique des sourates du Coran. Néanmoins selon une chronologie musulmane attribuée à Ǧaʿfar al-Ṣādiq (VIIIe siècle) et largement diffusée en 1924 sous l’autorité d’al-Azhar,, cette sourate occupe la  52e place. Elle aurait été proclamée pendant la période mecquoise, c'est-à-dire schématiquement durant la première partie de l'histoire de Mahomet avant de quitter La Mecque. Contestée dès le XIXe par des recherches universitaires, cette chronologie a été revue par Nöldeke,, pour qui cette sourate est la 75e.
Le contenu de cette sourate est assez cohérent et semble construit autour de la section centrale composée des versets 25 à 99. La question de la composition a été évoquée par Bell qui voyait même dans la section centrale des ajouts. Blachère voyait la section centrale comme une composition unique tandis que l’introduction aurait été composée de révélations juxtaposées et que la dernière partie (v.113-123) aurait été rajoutée plus tardivement à la conclusion.

## Interprétations

### Verset 25-99: les châtiments divins
Cette sourate présente différents châtiments divins et celui par excellence du Déluge (v. 25-49). Il est suivi d'autres épisodes de mettant en scène des prophètes de l'islam et le châtiment suivant l'incrédulité de leur peuple respectif.
L'épisode de la chamelle est probablement une réinterprétation d'une légende pré-islamique. L'épisode du rire de la femme d'Abraham s'inscrit dans la tradition biblique. Pour autant, le Coran inverse le point de vue biblique sur les prophètes. Ce ne sont plus des hommes faillibles mais des modèles protégés des erreurs. Sirry remarque que certains épisodes bibliques ont été supprimés pour renforcer cet aspect. Cette différences renforce l'incompréhension entre le monde biblique et le monde coranique.
Pour Tesei, l'épisode des moqueries envers Noé ne sont pas d'origine biblique mais apparaît dans la littérature de l'antiquité tardive. « Il semble que, comme dans beaucoup de cas, ce passage coranique soit plus étroitement lié aux traditions et exégèses de l'antiquité tardive sur les textes bibliques qu'à l'Écriture elle-même. » La moquerie contre Noé se retrouve dans de nombreux textes rabbiniques mais aussi dans les commentaires d’Éphrem.
Pour Zellentin, la description du Déluge s'inscrit, comme pour d'autres passages coraniques, davantage dans la tradition du judaïsme palestinien que du babylonien.
Pour Reynolds, ce passage permet aussi d'évoquer les relations familiales. Prenant l'exemple sur la parole d'Allah disant à Noé que son fils n'appartient pas à sa famille puisqu'il ne croit pas, ce passage permet la doctrine selon laquelle les musulmans ne doivent pas prier pour les membres de leur famille qui ne sont pas musulman et rompre les liens. Ce récit pourrait entretenir un rapport avec le Livre d’Ézéchiel.

Texte de la sourate (Coran datant de 1874)
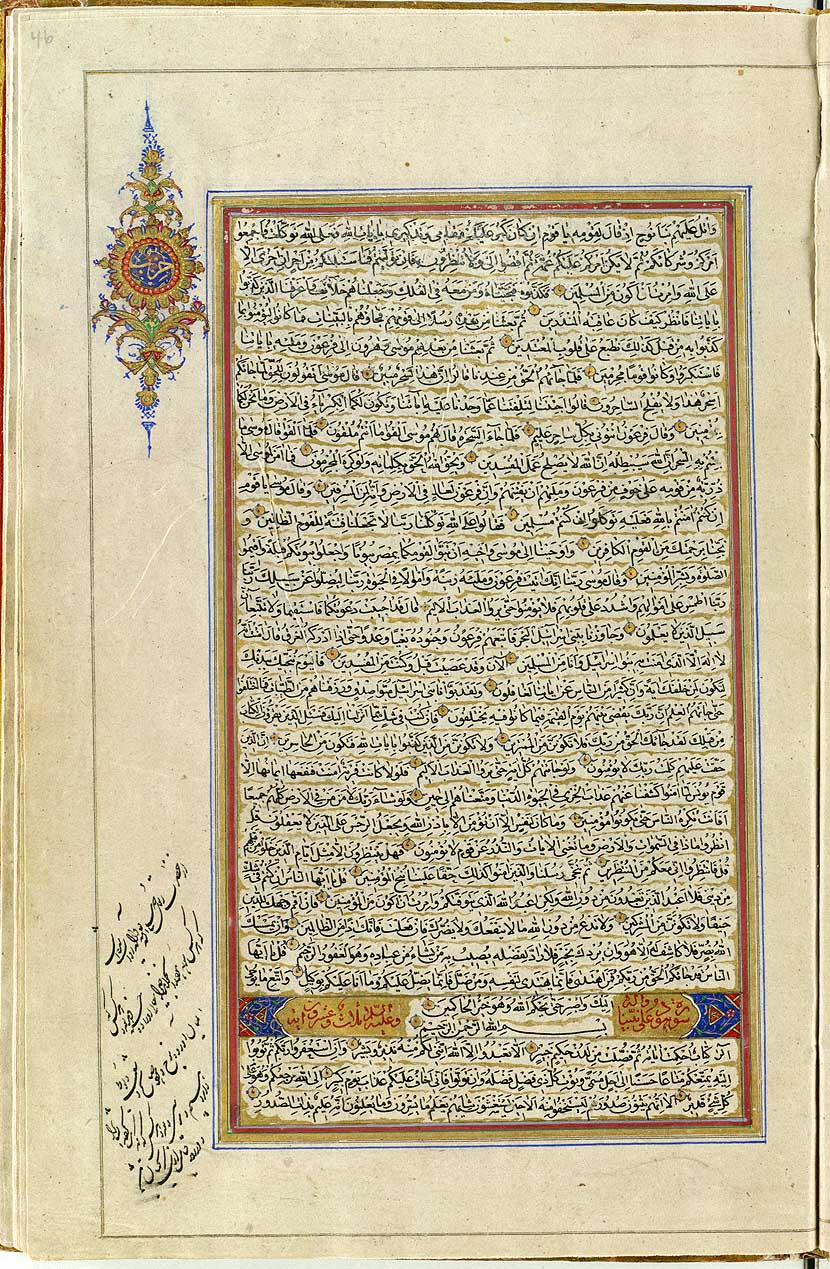
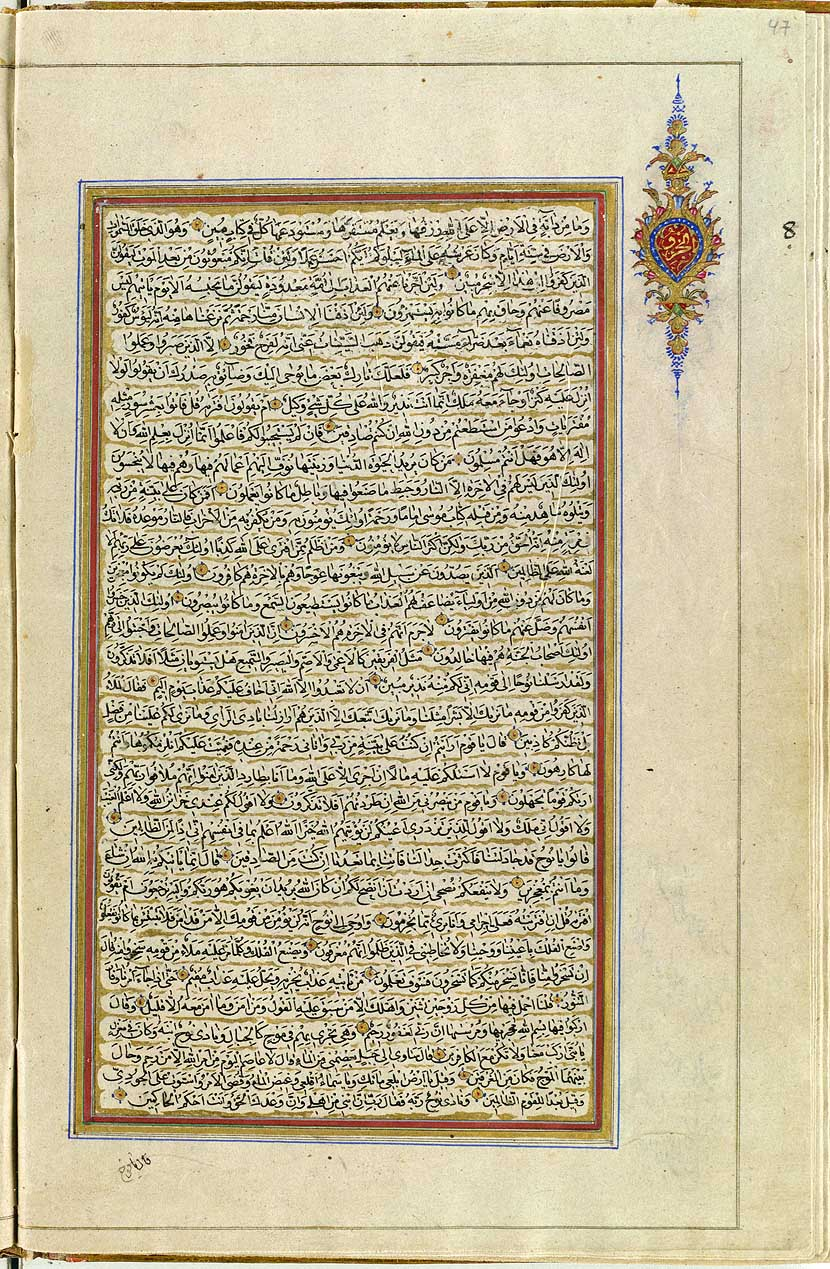
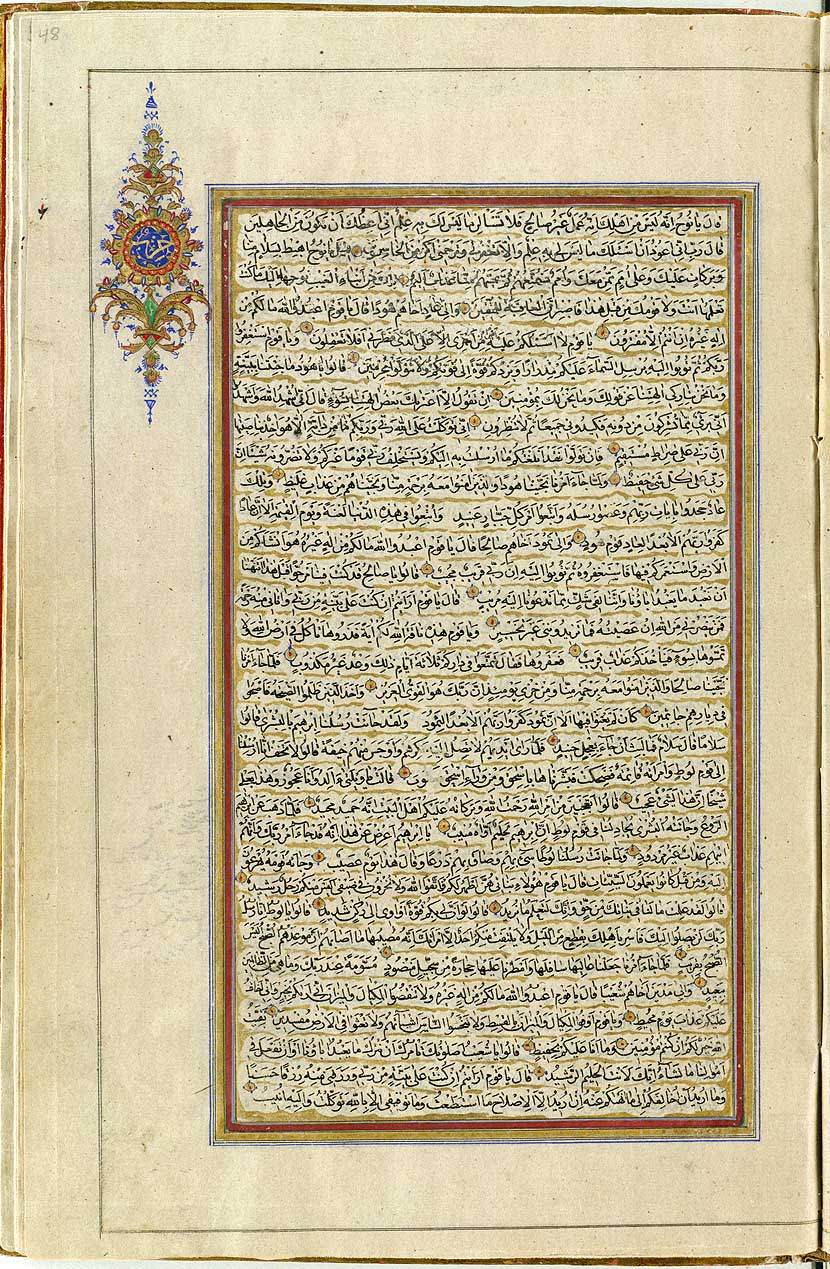
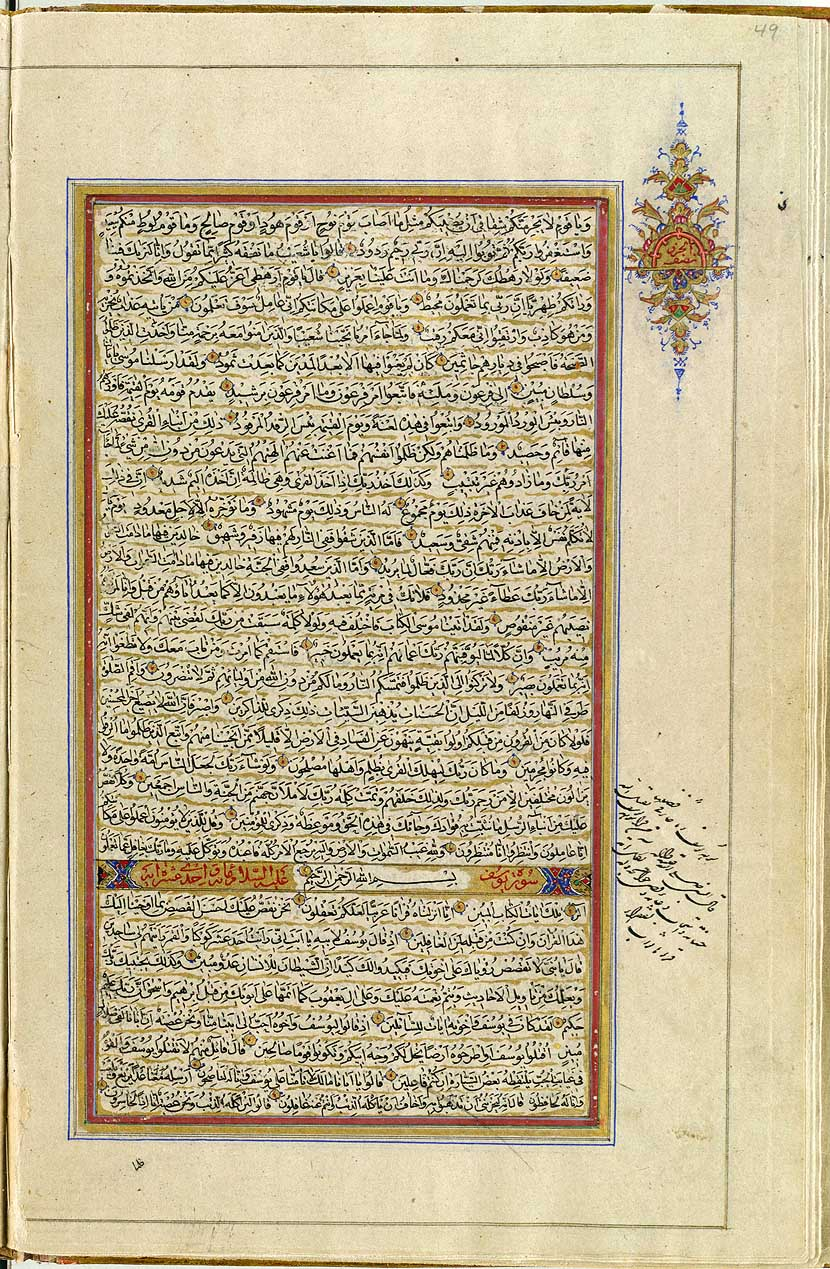